# 武胜利
武胜利（1985年3月13日—）是越南红歌和室内乐歌手，于2023年获授“功勋艺术家”称号。他目前是越南人民军第二军区文工团的歌手。

## 生涯
毕业于军队艺术文化大学大专班后，武胜利在歌唱生涯初期便斩获了一系列大大小小的奖项，其中值得一提的有：2008年河内好声音联欢会一等奖、秋之声歌唱比赛三等奖以及2008年河内歌曲最佳演唱者奖。2009年，他参加了晨星奖全国电视歌手大赛，但仅止步于北部地区预选赛。
尽管在2011年晨星奖全国电视歌手大赛的地方预选赛中仅获第二名，但武胜利因广南省领导邀请，成为该省唯一代表参加全国赛，标志其职业生涯的重要转折。比赛中，他大胆尝试将红色歌曲与现代流行民谣编曲融合，以极具实验性的舞台表现意外斩获室内乐组亚军。 
2011年的成功让武胜利迅速跻身主流视野，频繁亮相电视节目与音乐会。尤其在2013年，他参与了两期In the Spotlight节目引发热议。其嗓音获得作曲家德俊等高度评价，并与歌手鸳灵组成知名红歌二重唱。